# Ekspertyza archiwalna
Ekspertyza archiwalna – szczegółowe sprawdzenie zawartości jednostek archiwalnych przez przedstawiciela archiwum państwowego pod kątem ich prawidłowej kwalifikacji.

## Literatura
- Halina Robótka - "Wprowadzenie do archiwistyki", Toruń 2003